# 2003年のル・マン24時間レース
2003年ルマン24時間レースは、第71回目の耐久レースであり、2003年6月14日と15日に開催された。
レースでは、ベントレー・スピード8に総合優勝、通算6度目の総合優勝を達成。

## レース結果
| 順位 | クラス | No. | チーム                   | ドライバー                                                 | シャシー                  | タイヤ | 周回数 | タイム/リタイア |
| 順位 | クラス | No. | チーム                   | ドライバー                                                 | Engine                    | タイヤ | 周回数 | タイム/リタイア |
| ---- | ------ | --- | ------------------------ | ---------------------------------------------------------- | ------------------------- | ------ | ------ | --------------- |
| 1    | LMGTP  | 7   | チーム・ベントレー       | リナルド・カペッロ トム・クリステンセン ガイ・スミス       | ベントレー・スピード8     | M      | 377    | 24:00:40.928    |
| 1    | LMGTP  | 7   | チーム・ベントレー       | リナルド・カペッロ トム・クリステンセン ガイ・スミス       | ベントレー 4.0L ターボ V8 | M      | 377    | 24:00:40.928    |
| 2    | LMGTP  | 8   | チーム・ベントレー       | マーク・ブランデル デビッド・ブラバム ジョニー・ハーバート | ベントレー・スピード8     | M      | 375    | +2 Laps         |
| 2    | LMGTP  | 8   | チーム・ベントレー       | マーク・ブランデル デビッド・ブラバム ジョニー・ハーバート | ベントレー 4.0L ターボ V8 | M      | 375    | +2 Laps         |
| 3    | LMP900 | 6   | チャンピオン・レーシング | J.J.レート エマニュエル・ピロ ステファン・ヨハンソン       | アウディ・R8              | M      | 372    | +5 Laps         |
| 3    | LMP900 | 6   | チャンピオン・レーシング | J.J.レート エマニュエル・ピロ ステファン・ヨハンソン       |                           | M      | 372    | +5 Laps         |

| サブスタブ | この項目は、まだ閲覧者の調べものの参照としては役立たない、書きかけの項目です。この項目を加筆・訂正などしてくださる協力者を求めています。このテンプレートは分野別のサブスタブテンプレートやスタブテンプレート（Wikipedia:分野別のスタブテンプレート参照）に変更することが望まれています。 |